# Croatie aux Jeux européens de 2015
La Croatie était présente aux Jeux européens de 2015, la première édition des Jeux européens, organisée à Bakou, en Azerbaïdjan.

## Médailles
| Sport                   | Discipline                              | Athlète(s)        | Performance | Date    |
| Médaille d'or : 1       |                                         |                   |             |         |
| Karaté                  | Femmes - kumite - Plus de 68 kg         | Maša Martinović   |             | 13 juin |
| Médailles d'argent : 4  |                                         |                   |             |         |
| Karaté                  | Femmes - Moins de 55 kg                 | Jelena Kovačević  |             | 13 juin |
| Natation                | Hommes - 50 mètres Dos                  | Nikola Obravac    |             | 25 juin |
| Taekwondo               | Femmes - Moins de 57 kg                 | Ana Zaninović     |             | 17 juin |
| Tir                     | Hommes - Carabine à 50 m 3 positions    | Petar Gorša       |             | 21 juin |
| Médailles de bronze : 6 |                                         |                   |             |         |
| Boxe                    | Hommes - Moins de 91 kg                 | Josip Bepo Filipi |             | 27 juin |
| Karaté                  | Femmes - Moins de 61 kg                 | Ana Lenard        |             | 13 juin |
| Lutte                   | Hommes - Gréco-romaine - Moins de 71 kg | Dominik Etlinger  |             | 13 juin |
| Taekwondo               | Femmes - Moins de 49 kg                 | Lucija Zaninović  |             | 16 juin |
| Taekwondo               | Femmes - Plus de 67 kg                  | Iva Radoš         |             | 19 juin |
| Taekwondo               | Hommes - Plus de 80 kg                  | Vedran Golec      |             | 19 juin |